# Yamakawa Futaba
Pour les articles homonymes, voir Yamakawa.
Yamakawa Futaba est un nom japonais traditionnel ; le nom de famille (ou le nom d'école), Yamakawa, précède donc le prénom (ou le nom d'artiste).
Yamakawa Futaba (山川 二葉), née le 30 septembre 1844 et morte à l'âge de 65 ans le 14 novembre 1909, est une enseignante japonaise de l'ère Meiji. 

## Biographie
Née à Aizu, elle est la sœur du karō, Yamakawa Hiroshi, du physicien Yamakawa Kenjirō et de la figure sociale Ōyama Sutematsu. Futaba participe à la défense du château d'Aizuwakamatsu durant la guerre de Boshin (1868-1869). Elle est brièvement mariée à Kajiwara Heima, un autre karō d'Aizu.
Durant l'ère Meiji, Futaba travaille à l'École normale pour femmes de Tokyo (東京女子高等師範学校, Tōkyō Joshi Kōtō Shihan Gakkō), l'ancêtre de l'université pour femmes d'Ochanomizu, durant la direction de Takamine Hideo (en), un natif d'Aizu, au poste de principal. Pour son travail dans l'éducation, elle reçoit le 5e rang de cour junior (従五位, ju go i).